# Gennaro Acampora
Gennaro Acampora (Napoli, 29 marzo 1994) è un calciatore italiano, centrocampista del Benevento.

## Caratteristiche tecniche
È un centrocampista centrale che può essere utilizzato anche come mediano o trequartista. È dotato di forza fisica, rapidità e precisione nel passaggio. Usa principalmente il piede mancino.

## Carriera

### Club

#### Inizi e Spezia
Inizia a giocare a calcio nelle giovanili del Napoli, squadra della sua città, dove rimane per 4 anni, dal 2006 al 2010. In seguito passa allo Spezia, con il quale gioca per 2 anni, disputando fra l'altro il Torneo di Viareggio 2012. Nel 2012 va in prestito all'Inter, venendo inserito nella squadra Primavera e restandoci per due stagioni. A luglio 2014 ritorna a La Spezia, entrando a far parte della prima squadra in Serie B. Fa il suo esordio nel calcio professionistico l'11 ottobre 2014, giocando da titolare nella sconfitta per 1-0 sul campo della Pro Vercelli in campionato e venendo sostituito al 79'. Nella stagione successiva, il 16 dicembre 2015, realizza il rigore decisivo nella vittoria per 4-2 ai rigori in trasferta contro la Roma negli ottavi di Coppa Italia. Segna il primo gol in Serie B il 20 febbraio 2016 nel 2-0 casalingo sulla Virtus Lanciano, mettendo in rete il 2-0 all'86'. Raggiunge per due volte i play-off, venendo eliminato nel turno preliminare il primo anno e in semifinale il secondo. Chiude temporaneamente l'esperienza ligure con 36 presenze e 3 reti tra Serie B e Coppa Italia in due stagioni.

#### Prestito al Perugia
Nell'ultimo giorno di mercato della sessione estiva 2016, il 31 agosto, passa in prestito con diritto di riscatto e contro-riscatto al Perugia, rimanendo così in Serie B. Debutta con gli umbri il 20 settembre, giocando titolare nella sconfitta per 2-1 sul campo della Virtus Entella in campionato e venendo sostituito al 75'. Segna per la prima volta con i Grifoni il 17 marzo 2017, quando realizza il definitivo 3-1 al 66' nella vittoria interna sul Benevento in Serie B. In quella stagione, Acampora contribuisce per la terza volta consecutiva al raggiungimento dei play-off, ma l'avventura del Perugia si concluderà in semifinale, con gli umbri eliminati dal futuro vincitore Benevento.
Ciò nonostante, il centrocampista campano conclude l'esperienza a Perugia avendo stabilito un record personale (tuttora imbattuto) di presenze in una singola stagione: 36, considerando anche una partita giocata in Coppa Italia.

#### Ritorno allo Spezia prestito all'Entella
Nell'estate 2017 ritorna allo Spezia dopo la fine del prestito. Il secondo esordio con i liguri avviene il 5 agosto, nel 2º turno di Coppa Italia, vinto per 3-0 in casa contro la Reggiana, nel quale gioca titolare, venendo poi sostituito al 74'. La prima in campionato arriva il 26 agosto, nella sconfitta per 2-0 sul campo del Palermo, nella quale gioca ancora da titolare.
Dopo aver totalizzato solo sette presenze, il 15 gennaio 2018 viene ceduto in prestito con diritto di riscatto alla Virtus Entella.
La nuova esperienza non si rivela particolarmente felice: Acampora gioca undici partite, senza riuscire ad evitare la retrocessione della squadra di Chiavari in Serie C (nonostante le due partite di play-out contro l'Ascoli si fossero concluse entrambe a reti inviolate, i marchigiani hanno ottenuto la salvezza in virtù di un miglior piazzamento in classifica).

#### Secondo ritorno allo Spezia e Benevento
Terminato il prestito, Acampora rientra di nuovo alla base di La Spezia. Dopo essere rimasto fuori causa per l'intera stagione 2018-2019, durante l'anno successivo il calciatore napoletano torna a giocare abbastanza regolarmente agli ordini del nuovo tecnico, Vincenzo Italiano: in questo modo, porta il suo contributo ad un anno memorabile per gli spezzini, che prima ottengono il loro miglior piazzamento di sempre, classificandosi al terzo posto nella classifica finale, e in seguito centrano la loro prima, storica promozione nella massima serie dopo la vittoria dei play-off.
Di conseguenza, Acampora arriva a esordire nella massima serie il 4 ottobre 2020, subentrando a Matteo Ricci al 59' della partita contro il Milan a San Siro, poi persa 3-0. Usato principalmente come rincalzo in campionato, si toglie più soddisfazioni in Coppa Italia, in cui gli spezzini raggiungono i quarti di finale prima di essere eliminati dal Napoli: in questa occasione, il centrocampista suggella il breve ritorno nella sua città natale segnando un gol e servendone un altro al compagno di squadra Gyasi, rendendo così meno amara la sconfitta per la sua squadra (4-2).
Il 6 agosto 2021 firma per il Benevento.

#### Bari
Il 1º settembre 2023 passa in prestito con opzione di riscatto al Bari, in Serie B. Totalizza 22 presenze con i biancorossi.

### Nazionale
Tra il 2014 e 2015 ha collezionato 5 presenze con l'Under-20, esordendo il 13 novembre 2014 nell'amichevole con la Francia pareggiata per 1-1 a La Spezia subentrando al 59'.

## Statistiche

### Presenze e reti nei club
Statistiche aggiornate al 4 maggio 2025.
| Stagione         | Squadra          | Campionato       | Campionato | Campionato | Coppe nazionali | Coppe nazionali | Coppe nazionali | Coppe continentali | Coppe continentali | Coppe continentali | Altre coppe | Altre coppe | Altre coppe | Totale | Totale | Totale |
| Stagione         | Squadra          | Comp             | Pres       | Reti       | Comp            | Pres            | Reti            | Comp               | Pres               | Reti               | Comp        | Pres        | Reti        | Pres   | Reti   |        |
| ---------------- | ---------------- | ---------------- | ---------- | ---------- | --------------- | --------------- | --------------- | ------------------ | ------------------ | ------------------ | ----------- | ----------- | ----------- | ------ | ------ | ------ |
| 2011-2012        | Spezia           | 1D               | -          | -          | CI-LP           | 1               | 0               | -                  | -                  | -                  | SL-1D       | -           | -           | 1      | 0      |        |
| 2014-2015        | Spezia           | B                | 13         | 0          | CI              | 0               | 0               | -                  | -                  | -                  | -           | -           | -           | 13     | 0      |        |
| 2015-2016        | Spezia           | B                | 19+1       | 3+0        | CI              | 3               | 0               | -                  | -                  | -                  | -           | -           | -           | 23     | 3      |        |
| 2016-2017        | Perugia          | B                | 34+1       | 1+0        | CI              | 1               | 0               | -                  | -                  | -                  | -           | -           | -           | 36     | 1      |        |
| 2017-gen. 2018   | Spezia           | B                | 6          | 0          | CI              | 1               | 0               | -                  | -                  | -                  | -           | -           | -           | 7      | 0      |        |
| gen.-giu. 2018   | Virtus Entella   | B                | 16+1       | 0          | CI              | -               | -               | -                  | -                  | -                  | -           | -           | -           | 17     | 0      |        |
| 2018-2019        | Spezia           | B                | 1          | 0          | CI              | 0               | 0               | -                  | -                  | -                  | -           | -           | -           | 1      | 0      |        |
| 2019-2020        | Spezia           | B                | 18         | 0          | CI              | 0               | 0               | -                  | -                  | -                  | -           | -           | -           | 18     | 0      |        |
| 2020-2021        | Spezia           | A                | 14         | 0          | CI              | 3               | 1               | -                  | -                  | -                  | -           | -           | -           | 17     | 1      |        |
| Totale Spezia    | Totale Spezia    | Totale Spezia    | 71+1       | 3          |                 | 8               | 1               |                    | -                  | -                  |             | -           | -           | 80     | 4      |        |
| 2021-2022        | Benevento        | B                | 37+3       | 2+0        | CI              | 1               | 0               | -                  | -                  | -                  | -           | -           | -           | 41     | 2      |        |
| 2022-2023        | Benevento        | B                | 29         | 4          | CI              | 1               | 0               | -                  | -                  | -                  | -           | -           | -           | 30     | 4      |        |
| 2023-2024        | Bari             | B                | 20+2       | 0          | CI              | -               | -               | -                  | -                  | -                  | -           | -           | -           | 22     | 0      |        |
| 2024-2025        | Benevento        | C                | 28+1       | 3+0        | CI-C            | 0               | 0               | -                  | -                  | -                  | -           | -           | -           | 29     | 3      |        |
| Totale Benevento | Totale Benevento | Totale Benevento | 94+4       | 9          |                 | 2               | 0               |                    | -                  | -                  |             | -           | -           | 100    | 9      |        |
| Totale carriera  | Totale carriera  | Totale carriera  | 235+9      | 13         |                 | 11              | 1               |                    | -                  | -                  |             | 0           | 0           | 255    | 14     |        |